# Estação García Noblejas

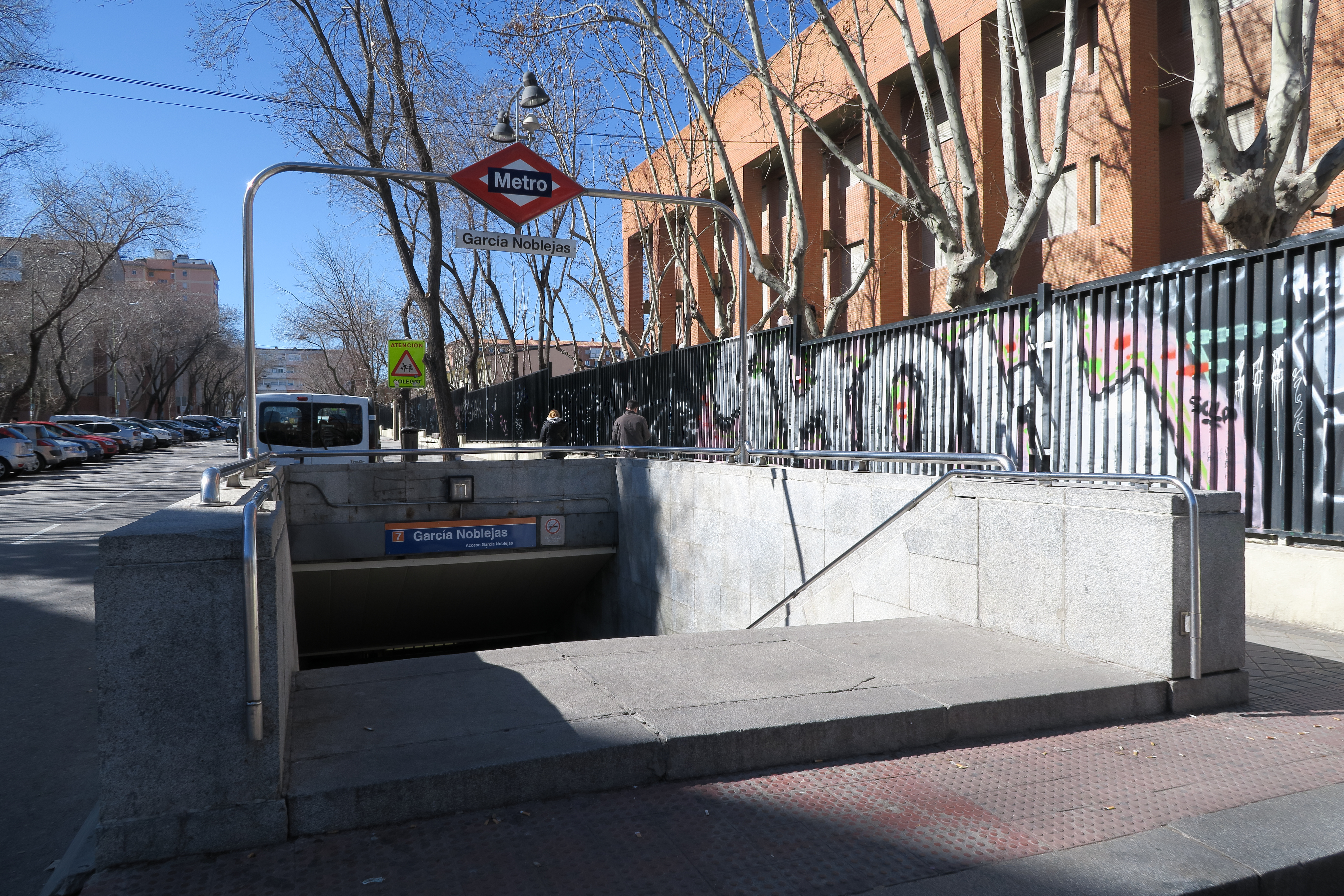
Acesso a Estação García Noblejas.

García Noblejas é uma estação da Linha 7 do Metro de Madrid.